# Де Гер, Арис
Арис де Гер (нидерл. Aris de Heer, 30 декабря 1805 — 15 мая 1874) — нидерландский шашист, один из сильнейших в Голландии в XIX веке.

## Биография
Арис де Гер родился в 1805 году в голландском городке Schermerhorn. После женитьбы в 1826 году де Гер переехал в Бемстер, где сначала служил учителем, а затем стал фермером и занялся разведением скота на продажу. С этого времени за де Гером начинает закрепляться слава сильнейшего в Нидерландах игрока в шашки. Известно, что в 1835 и 1836 годах Арис де Гер победил в двух однодневных шашечных турнирах, проведённых в Алкмаре. О победах де Гера ходили легенды, в которых сегодня уже трудно отделить правду от вымысла. Арис де Гер был также достаточно сильным шахматистом. Сохранились игравшиеся им по переписке тексты шахматных партий. Арис де Гер был два раза женат (в 1826 и 1841 годах) и от двух браков имел десять сыновей и пять дочерей, но пятеро из них умерли в младенческом возрасте. Трое из сыновей де Гера также стали сильными шашистами. Прежде всего Клас де Гер (1829—1904), унаследовавший от отца славу сильнейшего мастера Голландии, а также Корнелис (1845—1891) и Ян (1860—1936). Сильным игроком был также старший брат Ариса де Гера Корнелис, выигравший в 1841 году турнир в Энкхёйзене. Скончался Арис де Гер в 1874 году. В 1906 году имя Ариса де Гера получил созданный в Мидденбемстере шашечный клуб.